# Турски Кипрани
Кипарски Турци или Турци Кипрани (тур. Kıbrıs Türkleri, грч. Τουρκοκυπριοι) су етнички Турци пореклом са Кипра. Након османског освајања острва 1571. године, око 30.000 турских досељеника је добило земљу када су стигли на Кипар. Поред тога, многи локални хришћани на острву прешли су на ислам током раних година османске владавине. Без обзира на то, прилив углавном муслиманских досељеника на Кипар наставио се повремено до краја османског периода. Данас, док је Северни Кипар дом значајном делу становништва кипарских Турака, већина кипарских Турака живи у иностранству, формирајући дијаспору кипарских Турака. Ова дијаспора је настала након што је Османско царство пренело контролу над острвом на Британско царство, пошто су многи кипарски Турци емигрирали првенствено у Турску и Уједињено Краљевство из политичких и економских разлога.
Стандардни турски је званични језик Северног Кипра. Народни језик којим говоре кипарски Турци је кипарски турски, на који су утицали кипарски грчки и енглески.

## Историја
Иако на Кипру није било насељеног муслиманског становништва пре отоманског освајања 1570—1571, неки Турци Османлије су заробљени и одведени као заробљеници на Кипар 1400. године током кипарских напада на азијске и египатске обале. Неки од ових заробљеника су прихватили или су били присиљени да пређу у хришћанство и крстили се; међутим, било је и неких турских робова који су остали некрштени. До 1425. године, неки од ових робова помогли су војсци Мамелука да добију приступ замку у Лимасолу. Упркос пуштању неких заробљеника, након плаћања откупа, већина покрштених Турака је и даље остала на острву. Средњовековни кипарски историчар Леонтиос Махаирас подсећа да крштеним Турцима није било дозвољено да напусте Никозију када су се Мамелуци приближили граду после битке код Хирокитије 1426. године. Према професору Чарлсу Фрејзеру Бекингему, „сигурно је да је било неких Кипрана, барем номинално хришћана, који су били турског, арапског или египатског порекла”.
До 1488. године, Османлије су направиле први покушај да освоје Кипар када је султан Бајазит послао флоту да освоји Фамагусту. Међутим, покушај је пропао због благовремене интервенције млетачке флоте. Краљица Кипра, Катарина Корнаро, била је принуђена да препусти своју круну Венецијанској Републици 1489. Исте године, османски бродови су виђени код обале Карпаса и Млечани су почели да јачају утврђења острва. До 1500. године, обални напади отоманских бродова довели су до тешког губитка венецијанске флоте, што је приморало Венецију да преговара о мировном споразуму са Османским царством 1503. Међутим, до маја 1539. Сулејман је одлучио да нападне Лимасол јер су Млечани скривали пирате који су непрекидно нападао османске бродове. Лимасол је остао под османском контролом све док није потписан мировни уговор 1540. Кипар је и даље био уточиште за гусаре који су прекидали безбедан пролаз османских трговачких бродова и муслиманских ходочасника који су пловили у Меку и Медину. До 1569. пирати су заузели османског дефтердара (ризничара) Египта, а Селим је одлучио да заштити морски пут од Константинопоља до Александрије освајањем острва и чишћењем источног Медитерана од свих непријатеља 1570—71.
Основа за појаву значајне и трајне турске заједнице на Кипру појавила се када су се османске трупе искрцале на острво средином маја 1570. и заузеле га у року од годину дана од млетачке владавине. Период после освајања успоставио је значајну муслиманску заједницу коју су чинили војници који су остали и насељеници који су доведени из Анадолије као део традиционалне османске популационе политике. Било је и нових преобраћеника који пришли исламу на острву током првих година османске владавине. Поред документованог насељавања анадолских сељака и занатлија, као и доласка војника, издати су и декрети о протеривању анадолских племена, „непожељних” особа и припадника разних „проблематичних” муслиманских секти, углавном оних које су званично класификоване као јеретичке. Овај прилив углавном муслиманских досељеника на Кипар наставио се повремено до краја османског периода.

Неки кипарски Турци су потомци криптохришћана, што је феномен који није био неуобичајен у Османском царству с обзиром на његов мултиверски карактер. На Кипру су многи Латини и Маронити, као и Грци, прешли на ислам у различитим периодима током отоманске владавине из више разлога, од колективног избегавања великог пореза до окончања несрећног брака жена. Њихово вештачко прихватање ислама и њихово тајно држање хришћанства довели су до тога да ова група криптохришћана буде позната на грчком као Линобамбаки јер су мењали веру да би заволели наклоност османских званичника током дана, али су практиковали католицизам ноћу. Године 1636. услови за хришћане постали су неподношљиви и неки хришћани су одлучили да постану муслимани. Маронити који су постали муслимани живели су углавном у округу Никозије и упркос чињеници да су се Маронити окренули муслиманима, никада нису одустали од своје хришћанске вере и веровања у нади да ће остати хришћани. Због тога су своју децу крстили по хришћанској вери, али су практиковали и обрезање. Својој деци су давали и два имена, муслиманско и хришћанско. Многа села и суседна подручја прихваћена као имања кипарских Турака, раније су били центри активности Линобамбаки. То су:
- Aгиос Андроникос (Yeşilköy)
- Агиос Јоанис (Ayyanni)
- Агиос Созоменос (Arpalık)
- Агиос Теодорос (Boğaziçi)
- Арменохори (Esenköy)
- Ајиос Јаковос (Altınova)
- Ајиос Каритон (Ergenekon)
- Дали (Dali)
- Фродисија (Yağmuralan)
- Галинопорни (Kaleburnu)
- Като Адорес (Aşağı Kalkanlı)
- Тилирија (Dillirga)
- Корнокипос (Görneç)
- Критоу Маротоу (Grit-Marut)
- Лимнитис (Yeşilırmak)
- Лороујна (Akincilar)
- Мелоунта (Mallıdağ)
- Платани (Çınarlı)
- Потамиа (Bodamya)
- Врециа (Vretça)

До друге четвртине деветнаестог века, на Кипру је живело око 30.000 муслимана, што је чинило око 35% укупног становништва. Чињеница да је турски био главни језик којим су говорили муслимани острва значајан је показатељ да су већина њих били или Анадолци који говоре турски или на неки други начин потичу из Турске. Током читаве османске владавине, демографски однос између хришћанских „Грка” и муслиманских „Турака” је стално варирао. Током 1745—1814, муслимански кипарски Турци чинили су већину на острву у поређењу са кипарским Грцима хришћанима, који су чинили до 75% укупног становништва острва. Међутим, до 1841. Турци су чинили 27% становништва острва. Један од разлога за овај пад је тај што је турска заједница била приморана да годинама служи у османској војсци, обично далеко од куће, врло често губећи животе у бескрајним ратовима Османског царства. Други разлог за опадање становништва био је тренд емиграције око 15.000 кипарских Турака у Анадолију 1878. године, када су Турци Османлије предали управу над острвом Британији.
До 1878. године, током Берлинског конгреса, под условима Англо-Османске Кипарске конвенције, Турци Османи су се сложили да Кипар додељују Британији али не и да је поседује као суверену територију. Према првом британском попису становништва на Кипру, 1881. године, 95% муслимана острва говорило је турски као матерњи језик. Од 1920-их, проценат муслимана који говоре грчки је пао са 5% 1881. године на нешто мање од 2% укупног муслиманског становништва. Током првих година двадесетог века османизам је постао све популарнији идентитет кипарске муслиманске нације, посебно након Младотурске револуције 1908. Све већи број Младотурака који су се окренули против султана Абдула Хамида тражили су уточиште у Кипар. Растућа класа незадовољних интелектуалаца у главним урбаним центрима острва постепено је почела да се загрева за идеје позитивизма, слободе и модернизације. Подстакнут растућим позивима на „енозис”, унију са Грчком, који је произашао од кипарских Грка, првобитно неодлучни „турцизам” је такође почео да се појављује у одређеним новинским чланцима и да се чује у политичким дебатама локалне интелигенције Кипра. У складу са променама које су уведене у Османском царству после 1908. године, наставни планови и програми кипарских муслиманских школа, као што је „Идади”, такође су измењени да би укључили више секуларних учења са све израженијим турским националистичким призвуком. Многи од ових дипломаца су временом завршили као наставници у све већем броју градских и сеоских школа које су почеле да се шире широм острва до 1920-их.
Године 1914. Османско царство се придружило Првом светском рату против савезничких снага и Британија је анектирала острво. Од муслиманских становника Кипра је званично затражено да бирају између усвајања или британског држављанства или задржавања статуса отоманског поданика; око 4.000—8.500 муслимана одлучило је да напусти острво и пресели се у Турску. Након пораза у Првом светском рату, Османско царство је било суочено са грчко-турским ратом (1919—1922) у којем је упад Грка у Анадолију имао за циљ да затражи оно што је Грчка веровала да је историјски њена територија. За Османске Турке са Кипра, који су се већ плашили циљева кипарских Грка жељних енозиса, извештаји о насиљу које су Грци починили над турским становништвом у Анадолији и грчка окупација Смирне, произвели су даље страхове за сопствену будућност. Грчке снаге су разбијене 1922. под вођством Мустафе Кемала Ататурка који је 1923. године прогласио нову Републику Турску и одрекао се иредентистичких претензија на бивше османске територије изван анадолске територије. Муслимани на Кипру су тако били искључени из пројекта изградње нације, иако су многи и даље послушали Ататурков позив да се придруже успостављању нове националне државе и одлучили су се за турско држављанство. Између 1881. и 1927. око 30.000 кипарских Турака емигрирало је у Турску.
Године око 1920. су се показале као критичне у смислу строжих етно-религијских одељења; стога су кипарски муслимани који су остали на острву постепено прихватили идеологију турског национализма услед утицаја Кемалистичке револуције. У његовој основи су биле вредности секуларизма, модернизације и вестернизације; Реформе као што су увођење новог турског писма, усвајање западне одеће и секуларизација, добровољно су усвојили кипарски муслимани Турци, који су били припремљени за такве промене не само од стране Танзимата, већ и од неколико деценија британске владавине. Многи од оних Кипрана који су се до тада још увек изјашњавали првенствено као муслимани, сада су на Кипру себе доживљавали углавном као Турке.
До 1950. године, референдум на Кипру где се одлучивало о унији са Грчком, на којем је 95,7% гласача кипарских Грка подржало предлог, предводила је наоружана организација 1955. године, коју је Георгиос Гривас назвала ЕОКА (Εθνική Οργάνωσις Κυπρίων Αγωνιστών), а која је имала за циљ да сруши британску власт и ујединио острво Кипар са Грчком. Кипарски Турци су увек одмах реаговали против циља уније; тако је 1950-их било много кипарских Турака који су били приморани да побегну из својих домова. Године 1958. кипарски Турци су основали сопствену оружану групу под називом Турска организација отпора и почетком 1958. почео је први талас оружаног сукоба између две заједнице; неколико стотина кипарских Турака напустило је своја села и четврти у мешовитим градовима и више се није вратило.
До 16. августа 1960. острво Кипар је постало независна држава, са поделом власти између две заједнице у складу са Циришким споразумима из 1960. године, са Британијом, Грчком и Турском као овластима гарантима. Архиепископ Макариос III је изабран за председника од стране кипарских Грка, а др Фазил Кучук је изабран за потпредседника од стране кипарских Турака. Међутим, у децембру 1963. године, у догађајима познатим као „Крвави Божић”, када је Макариос III покушао да измени Устав, кипарски Грци су покренули војну кампању против кипарских Турака и почели да нападају села насељена Турцима; до почетка 1964. кипарски Турци су почели да се повлаче у наоружане енклаве где су их кипарски Грци блокирали, што је довело до тога да је око 25.000 кипарских Турака постало избеглице, или интерно „расељена лица”. То је довело до тога да су мировне снаге УН-а, биле стациониране на острву, као и до спољне миграције хиљада кипарских Турака у Уједињено Краљевство, Турску, Северну Америку и Аустралију. Са доласком на власт грчке војне хунте, деценију касније, 1974. године, група десничарских грчких националиста, ЕОКА , која је подржавала унију Кипра са Грчком, покренула је пуч. Ова акција је убрзала турску инвазију на Кипар, која је довела до заузимања данашње територије Северног Кипра следећег месеца, након што је дошло до прекида ватре. Турска инвазија је резултирала окупацијом око 37% острва на северу. Током инвазије на острво, почињен је низ насиља над заједницом кипарских Турака од стране паравојне организације кипарских Грка ЕОКА. Након турске инвазије и бечких споразума из 1975. године, 60.000 кипарских Турака који су живели на југу острва побегло је на север. Покрет 1974—1975 био је организован од стране Привремене турске управе која је настојала да сеоске заједнице сачува нетакнуте.
Кипарски Турци су 1983. године прогласили своју државу на северу, Турску Републику Северни Кипар, која остаје међународно непризната, осим од стране Турске. Године 2004. референдум за уједињење острва, „Ананов план”, прихватило је 65% кипарских Турака, али га је одбило 76% кипарских Грка.

## Култура и религија
Кипарски Турци говоре турски језик, сматрају се секуларним муслиманима и поносе се својим османским наслеђем. Међутим, кипарски Турци се разликују од „копнених”, посебно од религиозно конзервативних досељеника који су недавно дошли на Кипар, али је њихова снажна веза са Турском ипак неоспорна. Дакле, идентитет кипарских Турака заснива се на њиховим етничким турским коренима и везама са континенталном Турском, али и на њиховом кипарском карактеру са културним и језичким сличностима са кипарским Грцима. Њихова култура је у великој мери заснована на породичним везама повезаним са родитељима, браћом, сестрама и рођацима; нечије суседство се такође сматра важним јер се нагласак ставља на помоћ онима којима је потребна. Стога се већи део њихових живота врти око друштвених активности, а храна је централна карактеристика окупљања. Народни плесови, музика и уметност кипарских Турака такође су саставни делови њихове културе.
Већина кипарских Турака (99%) су сунитски муслимани. Међутим, секуларизирајућа снага кемализма је такође извршила утицај на кипарске Турке. Верске праксе се сматрају питањем индивидуалног избора и многи не практикују активно своју религију. Алкохол се често конзумира у заједници и већина кипарских Туркиња не покрива главу. Мушкарци кипарских Турака се генерално обрезују у младости у складу са верским уверењима, иако се чини да је ова пракса више повезана са обичајима и традицијом него са снажном верском мотивацијом. Друштвени/религијски феномен криптохришћанства примећен је на Кипру, као и у другим деловима Османског царства. Криптохришћани Кипра били су познати као Линобамбаки (= од лана и памука). Страни путници их помињу као Турке који су потајно Грци, држећи грчки православни пост, пијући вино, једући свињетину и често узимају за супруге хришћанске жене.

### Језик
Турски језик је уведен на Кипар османским освајањем 1571. године и постао је политички доминантан, престижни језик администрације. У постосманском периоду, кипарски турски је био релативно изолован од стандардног турског и имао је јаке утицаје кипарског грчког дијалекта. Услови коегзистенције са кипарским Грцима довели су до извесне двојезичности у којој је знање грчког од стране кипарских Турака било важно у областима где су две заједнице живеле и радиле заједно. Према проф. Бекингаму (1957), на Кипру се верске и лингвистичке поделе не поклапају увек. Постојала су „турска”, односно муслиманска села у којима је нормалан језик био грчки. Међу њима су били Лапитију, Платанисто, Ајос Симеон. Бекингам је рекао да овај феномен није адекватно истражен. Постојање муслимана који говоре грчки помиње се и у његовим каснијим радовима. Озан Гуле (2014), „историјски је добро документовано да су кипарски Турци показали велике разлике у учесталости комуникације на кипарском грчком […]: На једном крају спектра су кипарски Турци који су вероватно једнојезично говорили кипарски грчки или су само мало знања имали у турском језику …”.
Језичка ситуација се радикално променила 1974. године, након поделе Кипра на грчки југ и турски север. Данас је кипарски турски дијалект изложен растућем стандардном турском језику кроз имиграцију из Турске, нове масовне медије и нове образовне институције. Без обзира на то, говорник турског упознат са кипарским турским варијантом турског и даље може лако да идентификује члана заједнице од оног који то није. Иако многи кипарски Турци такође владају стандардним турским језиком, они углавном бирају да користе сопствену разноликост у одређеним контекстима како би потврдили свој идентитет. Најчешће су ове разлике у изговору, али се протежу и на лексику и граматичке структуре. Постоје многе речи које користе кипарски Турци које потичу из посебних историјских околности острва, укључујући енглески и грчки језик, и стога немају преседан у стандардном турском језику. Постоје и речи које користе заједнице кипарских Турака и кипарских Грка које су аутентично кипарског порекла.

## Демографија
Попис становништва Кипра из 1960. наводи да становништво кипарских Турака чини 18% укупног становништва. Ова бројка је оспорена у дебати у британском парламенту 1978. године када је лорд Спенс изјавио да на Кипру има 400.000 кипарских Турака, што је најмање једна петина становништва. Према попису становништва Северног Кипра из 2006. године, било је 145.443 кипарских Турака рођених на острву који су живели на Северном Кипру. Од становништва рођеног на Кипру, 120.007 има оба родитеља рођена на Кипру; 12.628 имало је једног од родитеља рођених на Кипру, а другог у другој земљи. Тако је 132.635 кипарских Турака имало најмање једног родитеља рођеног на Кипру.
Попис из 2006:
| Место рођења                                 | Турски Кипрани популација | Мушкарци | Жене   |
| -------------------------------------------- | ------------------------- | -------- | ------ |
| Северни Кипар                                | 112,534                   | 56,332   | 56,202 |
| Лефкоша                                      | 54,077                    | 27,043   | 27,034 |
| Газимагуса                                   | 32,264                    | 16,151   | 16,113 |
| Гирне                                        | 10,178                    | 5,168    | 5,010  |
| Гјузерљут                                    | 10,241                    | 5,013    | 5,228  |
| Искеле                                       | 4,617                     | 2,356    | 2,261  |
| Ненаведено место                             | 1,157                     | 601      | 556    |
| Јужни Кипар                                  | 32,538                    | 15,411   | 17,127 |
| Никозија (округ)                             | 3,544                     | 1,646    | 1,898  |
| Фамагуста (округ)                            | 1,307                     | 598      | 709    |
| Ларнака (округ)                              | 6,492                     | 3,031    | 3,461  |
| Лимасол (округ)                              | 9,067                     | 4,314    | 4,753  |
| Пафос (округ)                                | 11,955                    | 5,750    | 6,205  |
| Ненаведено место                             | 173                       | 72       | 101    |
| Кипар — регион север или југ, није назначено | 371                       | 178      | 193    |
| Укупно                                       | 145,443                   | 71,921   | 73,522 |

Према попису становништва Северног Кипра из 2011. године, било је 160.207 кипарских Турака рођених на острву који су живели на Северном Кипру.
Попис из 2011:
| Place of birth    | Turkish Cypriot population | Male   | Female |
| ----------------- | -------------------------- | ------ | ------ |
| Северни Кипар     | 131,423                    | 65,880 | 65,543 |
| Лефкоша           | 66,833                     | 33,306 | 33,527 |
| Газимагуса        | 37,027                     | 18,634 | 18,393 |
| Гирне             | 12,719                     | 6,477  | 6,242  |
| Гјузерљут         | 10,457                     | 5,158  | 5,299  |
| Искеле            | 4,387                      | 2,305  | 2,082  |
| Јужни Кипар       | 28,784                     | 13,615 | 15,169 |
| Никозија (округ)  | 2,958                      | 1,412  | 1,546  |
| Фамагуста (округ) | 237                        | 104    | 133    |
| Ларнака (округ)   | 5,872                      | 2,760  | 3,112  |
| Лимасол (округ)   | 8,579                      | 4,031  | 4,548  |
| Пафос (округ)     | 11,138                     | 5,308  | 5,830  |
| Укупно            | 160,207                    | 79,495 | 80,712 |

## Дијаспора
Постојала је значајна емиграција кипарских Турака са острва током деветнаестог и двадесетог века, углавном у Велику Британију, Аустралију и Турску. Емиграција са Кипра углавном је била из економских и политичких разлога. Према Министарству иностраних послова Северног Кипра, 2001. године у Турској је живело 500.000 кипарских Турака; 200.000 у Великој Британији; 40.000 у Аустралији; око 10.000 у Северној Америци; и 5.000 у другим земљама. Новија процена Комитета за унутрашње послове из 2011. каже да сада у Уједињеном Краљевству живи 300.000 кипарских Турака иако сами кипарски Турци тврде да је заједница кипарских Британаца достигла 400.000. Штавише, недавне процене показују да у Аустралији живи између 60.000 и 120.000 кипарских Турака, 5.000 у Сједињеним Државама, 2.000 у Немачкој, 1.800 у Канади, 1.600 на Новом Зеланду и једна мања заједница у Јужној Африци.
Прва масовна миграција кипарских Турака у Турску догодила се 1878. године када је Османско царство дало Кипар у закуп Великој Британији. Ток емиграције кипарских Турака у Турску наставио се и након Првог светског рата, а највећу брзину добио је средином 1920-их. Економски мотиви су играли важну улогу у наставку миграције у Турску јер су услови за сиромашне на Кипру током 1920-их били посебно тешки. Након тога, кипарски Турци су наставили да мигрирају у Турску током Другог светског рата 1940-их и током сукоба на Кипру 1960-их и 1970-их. У почетку је ентузијазам за емигрирање у Турску био праћен еуфоријом поводом новоосноване Републике Турске, а касније и обећањима помоћи Турцима који су емигрирали. Одлуком коју је турска влада донела крајем 1925. године, на пример, наводи се да су Кипарски Турци, према Лозанском уговору, имали право да емигрирају у Републику, па ће породицама које су тако емигрирале добити право на земљу, односно имовину. Тачан број оних који су емигрирали у Турску је ствар која остаје непозната. Штампа у Турској је средином 1927. известила да се од оних који су се определили за турско држављанство, 5.000—6.000 кипарских Турака већ населило у Турској. Међутим, многи кипарски Турци су већ емигрирали чак и пре него што су права која су им дата уговором из Лозане ступила на снагу.
Метин Хепер и Билг Крис су сумирали миграције с краја деветнаестог и почетка двадесетог века на следећи начин: „Први талас имиграције са Кипра десио се 1878. године када су Османлије били обавезни да острво дају у закуп Великој Британији; тада се у Анадолију доселило 15.000 људи. Када је Лозански мир 1923. гарантовао острво Великој Британији, још 30.000 имиграната је дошло у Турску.”
Аутор Сент Џон-Џонс је анализирао миграцију кипарских Турака током ране британске владавине: „[Да] се заједница кипарских Турака, попут кипарских Грка, повећала за 101% између 1881. и 1931. године, 1931. године би износила 91.300 — 27.000 више од овог броја. Да ли је могуће да је толико Турака — Кипрани су емигрирали у периоду од педесет година? Све заједно, управо поменута разматрања сугеришу да вероватно јесте. Са базе од 45.000 из 1881. године, емиграција од око 27.000 људи изгледа огромно, али након одузимања познатих 5.000 из 1920-их, биланс представља просечан годишњи одлив од око 500 — вероватно није довољно да се забрину лидери заједнице, изазову званичне коментаре, или да буде документовано на било који начин који данас опстаје”.
Становништво кипарских Турака у Турској наставило је да расте променљивом брзином као резултат Другог светског рата (1939—1945). Према Али Суату Билгу, узимајући у обзир масовне миграције 1878, Први светски рат, рану турску републиканску еру 1920-их и Други светски рат, укупно око 100.000 кипарских Турака напустило је острво у Турску између 1878. и 1945. До 31. августа 1955. године, у изјави турског државног министра и вршиоца дужности министра иностраних послова, Фатина Рушту Зорлуа, на Лондонској конференцији о Кипру, процењено је да је укупна популација кипарских Турака (укључујући потомке) у Турској достигла 300.000: „Сходно томе, ни данас [1955], када се узме у обзир стање становништва на Кипру, није довољно рећи, на пример, да тамо живи 100.000 Турака. Треба рећи да тамо живи 100.000 и да 300.000 кипарских Турака живи у разним деловима Турске.”
Кипарски Турци који су остали на Кипру током раног двадесетог века били су суочени са тешким економским условима Велике депресије под британском влашћу. Сходно томе, многе породице у најсиромашнијим селима, суочене са дуговима и глађу, удавали су своје ћерке за Арапе углавном у Британској Палестини и другим арапским земљама у нади да ће имати бољи живот. Младожења је обично давао цену за невесту породици девојака, обично око 10-20 фунти, што је било довољно за куповину неколико хектара земље у то време, као део брачних аранжмана. Такве исплате нису биле део кипарске традиције, а Кипрани обично описују девојке у овим принудним браковима као „продате”; Арапи се, међутим, често противе овој карактеризацији. Углавном између 11 и 18 година, већина девојака је изгубила контакт са својим породицама на Кипру, и док су неке имале успешне бракове и породице, друге су се затекле нешто више од кућних слушкиња, злостављане или су завршиле радећи у борделима. Бракове су понекад договарале проводаџије, који су будуће мужеве представљали као богате докторе и инжењере. Међутим, Нериман Кахит је у својој књизи Девојке за продају открила да су у стварности многи од ових мушкараца имали осредње послове или су већ били у браку са децом. Несвесне ове реалности, породице кипарских Турака наставиле су да шаљу своје ћерке у Палестину све до 1950-их. Нериман процењује да је у року од 30 година до 4.000 кипарских Туркиња послато у Палестину да се удају за Арапе. Последњих година друга и трећа генерација Палестинаца кипарских Турака подноси молбу за кипарско држављанство; неколико стотина Палестинаца је већ успело да добије кипарске пасоше. Године 2012. Јелиз Шукри и Ставрос Папагеоргију су обезбедили финансијску подршку за снимање филма на тему „Заборављене невесте”. Документарац, под насловом Нестала Фетине, објављен је 2018. године и прати потрагу кипарске Туркиње рођене у Аустралији Пембе Ментеш за њеном давно изгубљеном пратетком, док истражује судбину ових кипарских Туркиња.
Миграција кипарских Турака у Уједињено Краљевство почела је почетком 1920-их, када је Британско царство формално припојило Кипар 1914. године, а становници Кипра под британском управом постали су поданици Круне. Неки су стигли као студенти и туристи, док су други напустили острво због лошег економског и политичког живота током британске колоније Кипар. Емиграција у Уједињено Краљевство наставила је да расте када је Велика депресија 1929. донела економску депресију на Кипар, при чему су незапосленост и ниске плате биле значајан проблем. Током Другог светског рата, број турских кафића порастао је са 20 у 1939. на 200 у 1945, што је створило потражњу за више радника кипарских Турака. Током 1950-их, кипарски Турци су емигрирали из економских разлога и до 1958. године њихов број је процењен на 8.500. Њихов број је наставио да се повећава сваке године како су се у већини кипарских медија појавиле гласине о имиграционим ограничењима.
Педесетих година 20. века такође је дошло до доласка многих кипарских Турака у Уједињено Краљевство из политичких разлога; многи су почели да беже због жеље грчког становништа за унију Кипра и Грчке. Када је 1963. избило етничко чишћење, и око 25.000 кипарских Турака постало је интерно расељено, што је чинило око петину њиховог становништва. Политички и економски немири на Кипру, после 1964. године, нагло су повећали број имиграната кипарских Турака у Уједињено Краљевство. Многи од ових раних миграната радили су у индустрији одеће у Лондону, где су и мушкарци и жене могли да раде заједно; многи су радили у текстилној индустрији јер је шивење била вештина коју је заједница већ стекла на Кипру. Кипарски Турци су били концентрисани углавном на североистоку Лондона и специјализовани су за сектор индустрије одеће, као што су капути и одећа по мери. Овај сектор је нудио могућности за рад где слабо познавање енглеског језика није представљало проблем и где је самозапошљавање било могуће.
Након што су кипарски Турци прогласили своју државу, Турску Републику Северни Кипар, подела острва је довела до економског ембарга против кипарских Турака од стране Републике Кипар под контролом кипарских Грка. Ово је за последицу имало лишавање кипарских Турака страних инвестиција, помоћи и извозних тржишта; тако је довела до тога да економија кипарских Турака остане стагнирајућа и неразвијена. Због ових економских и политичких питања, процењује се да је око 130.000 кипарских Турака емигрирало са Северног Кипра од његовог оснивања у Уједињено Краљевство.

## Порекло
Према генетским студијама, постоје блиске везе између модерне анадолске и кипарске популације. Студија из 2016. године, која се фокусирала на патрилинеарно порекло, открила је да су међу узоркованим популацијама Блиског истока и Југоисточне Европе кипарски Турци имали најкраћу генетску удаљеност од оних са Кипра, Турске, Либана, Грчке и Сицилије. Студија из 2017. открила је да патрилинеарно порекло и кипарских Турака и кипарских Грка потиче првенствено из једног локалног генофонда пре Османлија. Учесталост укупних хаплотипова који деле између кипарских Турака и кипарских Грка је 7-8%, при чему анализа показује да ниједан од њих није пронађен у Турској, што не подржава турско порекло за заједничке хаплотипове. Нису примећени заједнички хаплотипови између кипарских Грка и становништва копнених Турака, док је укупни хаплотип подељен између кипарских Турака и копнених Турака 3%. Кипарски Турци такође деле хаплотипове са северноафриканцима у мањој мери, а имају и источноевроазијске хаплогрупе (Х, Ц, Н, О, К) — које се приписују доласку Османлија — са учесталошћу од ~5,5%. Обе кипарске групе показују блиску генетску сродност са калабријским (јужна Италија) и либанским патрилинијама. У студији се наводи да се генетски афинитет између Калабријаца и Кипрана може објаснити као резултат заједничког старогрчког (ахајског) генетског доприноса, док се афинитет Либана може објаснити кроз неколико миграција које су се одвијале са приморског Леванта на Кипар из неолита, гвозденог доба (Феничани) и средњег века (Маронити и други досељеници Леванта током франачке ере). Преовлађујуће хаплогрупе и међу кипарским Турцима и Грцима су Ј2а-М410, Е-М78 и Г2-П287.

## Познати Турци са Кипра
- Камран Азиз, прва композиторка и фармацеуткиња кипарских Турака.
- Мехмет Азиз, главни здравствени инспектор на Британском Кипру који је искоренио маларију на Кипру
- Рауф Денкташ, први председник Северног Кипра (1983—2005).
- Исмат Гунеј, уметник и креатор заставе Северног Кипра
- Суат Гунсел, оснивач универзитета на Северном Кипру
- Фазил Кучук, први потпредседник Републике Кипар (1959—73)
- Кајтазаде Мехмет Назим, песник
- Мехмед Емин-паша, велики везир Османског царства (1854; 1859; and 1860–61)
- Камил паша, велики везир Османског царства  (1885—1891; 1895; 1908–09; and 1912–13)
- Зијнет Сали, певачица
- Сибел Сибер, прва жена премијер Северног Кипра (2013)